# Boom Kah (singolo)
Boom Kah è un singolo del cantante finlandese Robin, pubblicato il 30 agosto 2013 come estratto dal suo terzo album Boom Kah.

## Descrizione
La canzone è entrata nella classifica finlandese dei brani più comprati nella 36ª settimana del 2013 e raggiunse la quarta posizione mentre nella classifica dei brani più scaricati in Finlandia raggiunse la seconda posizione.
Dal brano è stato girato un video musicale, pubblicato sull'account VEVO di YouTube del cantante.

## Tracce
Download digitale
1. Boom Kah (feat. Mikael Gabriel e Uniikki) – 3:14

CD promozionale
1. Boom Kah (feat. Mikael Gabriel e Uniikki) – 3:14
2. Jetlag – 3:40

## Classifica
| Classifica (2013)    | Posizione massima |
| -------------------- | ----------------- |
| Finlandia            | 4                 |
| Finlandia (download) | 2                 |